# RPP38
RPP38 (англ. Ribonuclease P/MRP subunit p38) – білок, який кодується однойменним геном, розташованим у людей на короткому плечі 10-ї хромосоми. Довжина поліпептидного ланцюга білка становить 283 амінокислот, а молекулярна маса — 31 834.
| 10         |  | 20         |  | 30         |  | 40         |  | 50         |
| ---------- |  | ---------- |  | ---------- |  | ---------- |  | ---------- |
| MAAAPQAPGR |  | GSLRKTRPLV |  | VKTSLNNPYI |  | IRWSALESED |  | MHFILQTLED |
| RLKAIGLQKI |  | EDKKKKNKTP |  | FLKKESREKC |  | SIAVDISENL |  | KEKKTDAKQQ |
| VSGWTPAHVR |  | KQLAIGVNEV |  | TRALERRELL |  | LVLVCKSVKP |  | AMITSHLIQL |
| SLSRSVPACQ |  | VPRLSERIAP |  | VIGLKCVLAL |  | AFKKNTTDFV |  | DEVRAIIPRV |
| PSLSVPWLQD |  | RIEDSGENLE |  | TEPLESQDRE |  | LLDTSFEDLS |  | KPKRKLADGR |
| QASVTLQPLK |  | IKKLIPNPNK |  | IRKPPKSKKA |  | TPK        |  |            |

A: Аланін

C: Цистеїн

D: Аспарагінова кислота

E: Глутамінова кислота

F: Фенілаланін

G: Гліцин

H: Гістидин

I: Ізолейцин

K: Лізин

L: Лейцин

M: Метіонін

N: Аспарагін

P: Пролін

Q: Глутамін

R: Аргінін

S: Серин

T: Треонін

V: Валін

W: Триптофан

Кодований геном білок за функціями належить до гідролаз, фосфопротеїнів. 
Задіяний у таких біологічних процесах, як процесинг тРНК, ацетилювання. 
Локалізований у ядрі.